# 호출 그래프

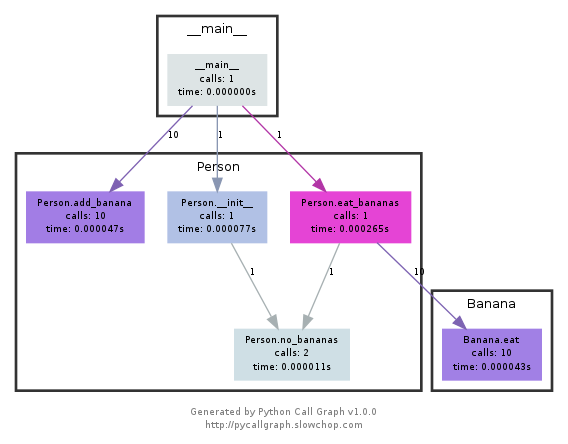
파이썬의 간단한 컴퓨터 프로그램에 대해 생성된 호출 그래프이다.

호출 그래프, 콜 그래프(call graph), 호출 다중 그래프, 콜 멀티그래프(call multigraph)는 컴퓨터 프로그램의 서브루틴 간의 호출 관계를 나타내는 제어 흐름 그래프이다. 각 노드는 프로시저를 나타내고 각 에지(f, g)는 프로시저 f가 프로시저 g를 호출함을 나타낸다. 따라서 그래프의 순환은 재귀 프로시저 호출을 나타낸다.

## 용도
호출 그래프는 다양한 방식으로 사용될 수 있다. 호출 그래프의 간단한 응용 중 하나는 호출되지 않은 프로시저를 찾는 것이다. 호출 그래프는 인간이 프로그램을 이해하는 데 도움이 되는 문서 역할을 할 수 있다. 호출 그래프는 프로그램 실행이나 코드 주입 공격의 이상 징후를 탐지하는 데에도 사용할 수 있다.